# Toni Gabarre
Antonio Gabarre Ballarín (Huesca, 26 de mayo de 1990), conocido como Toni Gabarre, es un futbolista español que juega como delantero en la U. D. Barbastro de la Segunda Federación.

## Trayectoria
Gabarre destacó en el A. D. Almudévar, equipo que fue el filial de la Sociedad Deportiva Huesca durante los años 2011 a 2019. En el club de Almudévar fue el pichichi de la Tercera División de España anotando 31 goles en 40 partidos durante la temporada 2013-14.
Sus registros le valieron para fichar en 2014 por el Deportivo Aragón, filial del Real Zaragoza, equipo con el que marcó 2 goles en 16 encuentros disputados. En el mercado invernal puso rumbo al C. D. Alcoyano, donde completó la segunda ronda del campeonato 2014-15.
Tras su paso por el club de Alcoy, llegó libre en 2015 al C. D. Ebro. En el conjunto aragonés jugó 71 partidos durante dos temporadas y acumuló 18 goles, colaborando para que el equipo se mantuviera en la Segunda División B.
En 2017 fichó por la U. E. Llagostera. Allí participó en 38 partidos y anotó 6 goles. Tras el descenso del conjunto de Llagostera a Tercera División en la temporada 2017-18 fichó por el C. D. Tudelano, club en el que disputó 36 partidos y anotó 15 goles, logrando la permanencia de categoría teniendo un papel decisivo gracias a sus goles.
El 31 de julio de 2019 llegó libre al C. D. Atlético Baleares, equipo en el que milita durante la temporada 2019-20. El 25 de agosto disputó su primer partido con el conjunto balear en una victoria por 0-1 contra el Unión Popular de Langreo. Anotó su primer gol con el club el 15 de septiembre al anotar el tercer tanto en una victoria por 3-2 contra la Unión Deportiva San Sebastián de los Reyes. En el conjunto blanquiazul consiguió afianzarse rápidamente con la titularidad, destacando su papel como goleador.
En septiembre de 2020 firmó por el Club Deportivo Numancia de Soria por una temporada. Tras ese año en Soria, el 1 de agosto de 2021 firmó por el C. E. Sabadell F. C. para competir en la Primera División RFEF. En enero de 2022 rescindió su contrato con el conjunto arlequinado y días después se confirmó su vuelta al C. D. Alcoyano. Esta segunda etapa en el club duró hasta final de temporada, uniéndose en el mes de agosto al C. D. Calahorra.
El 30 de enero de 2023 dejó Calahorra tras llegar a un acuerdo para rescindir su contrato. Al día siguiente firmó por el San Fernando C. D., donde completó la campaña antes de jugar las siguientes en el C. D. Teruel, la S. D. Ejea y la U. D. Barbastro.

## Clubes
| Club                    | País   | Año       |
| ----------------------- | ------ | --------- |
| A. D. Almudévar         | España | 2011-2014 |
| Deportivo Aragón        | España | 2014-2015 |
| C. D. Alcoyano          | España | 2015      |
| C. D. Ebro              | España | 2015-2017 |
| U. E. Llagostera        | España | 2017-2018 |
| C. D. Tudelano          | España | 2018-2019 |
| C. D. Atlético Baleares | España | 2019-2020 |
| C. D. Numancia          | España | 2020-2021 |
| C. E. Sabadell F. C.    | España | 2021-2022 |
| C. D. Alcoyano          | España | 2022      |
| C. D. Calahorra         | España | 2022-2023 |
| San Fernando C. D.      | España | 2023      |
| C. D. Teruel            | España | 2023-2024 |
| S. D. Ejea              | España | 2025      |
| U. D. Barbastro         | España | 2025-     |